# Wir sind die Roboter
Wir sind die Roboter ist ein kooperatives Spiel von Reinhard Staupe, das im Frühjahr 2020 beim Nürnberger-Spielkarten-Verlag GmbH im Rahmen der "Gelben Reihe" erschienen ist. Zwei bis sechs Spieler versuchen in Wir sind die Roboter ein gemeinsames Gefühl für Zeit und Geschwindigkeit zu entwickeln, in dem sie den Roboter Robbi auf einen Parcours schicken und am richtigen Ort wieder einfangen.

## Spielweise
Ein Spieler übernimmt die Rolle des Roboters Robbi, der in einer von 3 vorgegebenen Geschwindigkeiten einen Parcours entlang fährt. Robbi sagt beim Start und beim Anhalten jeweils "BEEP". Die anderen Spieler müssen herausfinden, bei welchem Gegenstand im Parcours Robbi stehen geblieben ist. Liegt das Team richtig oder annähernd richtig, erhält es Chips. Je mehr Chips das Team nach 11 Runden gesammelt hat, desto besser haben sie bei Wir sind die Roboter abgeschnitten!

### Spielablauf – kooperative Variante
Die 12 Tafeln werden gemischt und mit der orangefarbenen Fahrtstrecke nach oben als Stapel ausgelegt. Daneben werden die 50 blauen Chips bereitgelegt.
Ein Spieler übernimmt die Rolle von Roboter Robbi. Er zieht die oberste Karte vom Stapel und sieht sich die graue Rückseite so an, dass niemand anders sie sehen kann. Die Tafel auf dem Stapel ist die Rennstrecke für die aktuelle Runde und zeigt unterschiedliche Gegenstände sowie eine Ziffer in der unteren, rechten Ecke.
Der Roboterspieler überprüft nun, welche der 3 Geschwindigkeiten diejenige ist, die er in dieser Runde nutzen muss. Sie entspricht der Ziffer auf der obersten Tafel des Stapels. Dadurch erfährt er, wie schnell Robbi fährt (langsam, mittel oder schwer) und wie weit Robbi fahren soll. Die Geschwindigkeit kommuniziert er laut – den Gegenstand verrät er jedoch nicht.
Dann startet er das Rennen, in dem er laut "BEEP" sagt – das bedeutet, dass Robbi losfährt. Sobald er wieder "BEEP" sagt, ist Robbi angehalten. Nun müssen die anderen Spieler tippen, an welchem Gegenstand Robbi stehengeblieben ist.
Ist ihr Tipp exakt richtig erhalten sie 3 Chips.
Liegt ihr Tipp genau einen Gegenstand rechts oder links daneben, erhalten sie 2 Chips, ansonsten gehen sie leer aus.
Danach wird die Tafel in die Schachtel gelegt und der nächste Spieler im Uhrzeigersinn fährt fort, in dem er die Rolle des Roboters übernimmt.
Nach 11 Runden endet das Spiel. Je mehr Chips das Team gesammelt hat, desto besser!
15 sind schon ganz gut, über 20 sind richtig klasse, ab 25 dürfen sie ihre Leistung "roboterstark" nennen und alles um die 30 ist schon fast überirdisch gut!

### Spielablauf – kompetitive Variante für 3 bis 6 Spieler
Es wird ebenso gespielt, wie im kooperativen Spiel mit einigen Ausnahmen:
Wenn der Roboter durch das zweite "BEEP" zum Stehen kommt, geben alle einzeln nacheinander einen Tipp ab. Wer richtig liegt, bekommt 2 Chips. Wer einen Gegenstand daneben getippt hat, bekommt 1 Chip. Der Roboterspieler bekommt für jeden Spieler, der exakt richtig getippt hat je 1 Chip. Der Roboterspieler wechselt in jeder Runde im Uhrzeigersinn. Es wird so lang gespielt, bis jeder drei Mal Roboterspieler war, sodass die Tafeln neu gemischt werden, wenn der Stapel leer ist. Wer am Ende die meisten Chips gesammelt hat, gewinnt.

## Ausgaben
Das Spiel Wir sind die Roboter wurde von Reinhard Staupe entwickelt und im Januar 2020 als Neuerscheinung zur Nürnberger Spielwarenmesse bei der Nürnberger-Spielkarten-Verlag GmbH (NSV) auf Deutsch sowie parallel bei White Goblin Games auf Niederländisch veröffentlicht. Die Illustrationen stammen von dem Illustrator Oliver Freudenreich.

## Belege
1. 1 2  Spieleanleitung Wir sind die Roboter (Seite nicht mehr abrufbar, festgestellt im Juni 2024. Suche in Webarchiven)  Info: Der Link wurde automatisch als defekt markiert. Bitte prüfe den Link gemäß Anleitung und entferne dann diesen Hinweis., Nürnberger-Spielkarten-Verlag 2020
2. ↑  Wir sind die Roboter, Versionen bei BoardGameGeek. Abgerufen am 10. Februar 2020.